# Donald Bloss
F. Donald Bloss, vollständig Fred Donald Bloss (* 30. Mai 1920 in Chicago; † 22. April 2020 in Blacksburg (Virginia)) war ein US-amerikanischer Mineraloge.
Bloss studierte Geologie an der University of Chicago mit dem Bachelor-Abschluss 1947 und dem Master-Abschluss 1949 und wurde dort 1951 in Mineralogie promoviert. Danach war er Assistant Professor an der University of Tennessee, ab 1957 an der Southern Illinois University und ab 1967 am Virginia Polytechnic Institute. 1972 wurde er Distinguished Professor und 1991 emeritiert.
Er ist bekannt für die Entwicklung neuer optischer Methoden in der Mineralogie, der Entwicklung eines Polarisationsmikroskops (PLM) mit einer spindle stage, mit der das Kristall auf einer Rotationsachse senkrecht zum Lichtweg gedreht werden konnte. Dazu entwickelte er auch Computerprogramme (Excalibr).
1987 ließ er sich das Bloss Automated Refractometer (BAR) patentieren. Dabei wird die Krümmung eines Laserstrahls im Kristall bestimmt, was der Mineralbestimmung dient und bei einigen Mineralien auch Rückschlüsse auf die genaue chemische Zusammensetzung zulässt (so bei solchen mit zwei Komponenten wie Mg-Fe bei Olivin, Na-Ca bei Plagioklas).
Seine erste Veröffentlichung 1949 war über die Geysire im Yellowstone Park.
1977 war er Präsident der Mineralogical Society of America und 1972 bis 1975 Herausgeber des American Mineralogist.
Ein 1987 von Paul D. Robinson, John Michael Hughes und Maryann Love Malinconico erstbeschriebenes Mineral erhielt ihm zu Ehren den Namen Blossit.

## Schriften (Auswahl)
- An Introduction to the Methods of Optical Crystallography, Holt, Rinehart and Winston 1961, 2. Auflage als Optical Crystallography, Mineralogical Society of America, Chantilly, Virginia 1999
- mit G. V. Gibbs: Cleavage in quartz, American Mineralogist, Band 48, 1963, S.  821–838.
- Crystallography and Crystal Chemistry, Holt, Rinehart and Winston, 1971
- The Spindle Stage: Principles and Practice, Cambridge UP 1981
- mit M. E. Gunter, S. C. Su: EXCALIBR revisited, American Mineralogist, Band 73, 1988, S. 1481–1482.

2012 veröffentlichte er seine Memoiren (WWII, Mineralogy, and Me: A Memoir, Mineralogical Society of America).